# WrestleMania XIV
WrestleMania XIV — четырнадцатая по счёту WrestleMania, PPV-шоу производства американского рестлинг-промоушна World Wrestling Federation (WWF). Состоялось 29 марта 1998 года в Бостоне, Массачусетс на арене «Флит-центр».
Это шоу было примечательно участием боксера Майка Тайсона, который выступал в качестве энфорсера у ринга во время главного события. В главном событии Стив Остин победил Шона Майклза и впервые завоевал титул чемпиона WWF; Майклз выступил, несмотря на тяжелую травму, полученную во время матча на Royal Rumble, и больше не выступал до SummerSlam в 2002 году.

## Производство

### Сюжетные линии
В январе Стив Остин выиграл матч «Королевская битва», а Шон Майклз сохранил свой титул чемпиона WWF. На следующей неделе на Raw Is War Винс Макмэн объявил, что Майк Тайсон будет специально приглашенным судьей на главном событии WrestleMania, после чего появился Остин, показал Тайсону средний палец, предложив ему бой и объявив, что рестлинг-ринг принадлежит ему, а не Тайсону. На последующей пресс-конференции Макмэн объявил, что из-за взрывоопасной ситуации роль Тайсона меняется на роль энфорсера у ринга. В эпизоде Raw Is War от 2 февраля, во время запланированного матча против Роуд Догга, D-Generation X ворвались в матч и связали Остина канатами, выкрикивая оскорбления в его лицо и потирая чемпионский пояс, дразня его им, пока на помощь не пришли Кактус Джек и Бензопила Чарли. На следующей неделе Остин отобрал чемпионский пояс у Майклза в надежде выманить его на одиночный матч, но партнерство D-Generation X и «Изгоев нового века» продолжалось. Это привело к «несанкционированному» матчу восьми человек на шоу No Way Out of Texas: In Your House, в котором Майклз отказался участвовать и который выиграл Остин, удержав Роуд Догга. По мере приближения WrestleMania, на эпизоде Raw Is War от 2 марта Тайсон снова появился для интервью, но Майклз прервал его и вызвал Тайсона на бой. После того, как свиты обеих сторон покинули ринг, оба схватились друг с другом, пока Майклз не разорвал рубашку Тайсона, обнажив футболку D-Generation X, показывающую их альянс с Тайсоном. 17 марта, во время трансляции Raw Is War, посвященной Дню святого Патрика, Остин вызвал Винса Макмэна и напал на него за то, что тот назвал Тайсона «самым плохим человеком на планете», но Макмэна не захотел ввязываться в драку, вместо этого он заставил Остина драться с Рокки Майвиа в следующем эпизоде, прямо перед WrestleMania.

## Результаты
| №                               | Результаты | Условия | Время |
| ------------------------------- | --- | --- | ----- |
| 1                               | LOD 2000 (Ястреб и Зверь) (с Санни) победили, последними выбросив «Полуночный экспресс» (Бодрый Барт и Бомбастик Боб) (с Джимом Корнеттом) | Командный баттл-роял для определения претендентов № 1 на титул командных чемпионов WWF                               | 8:19  |
| 2                               | Така Мичиноку (c) победил Агилу | Одиночный матч за титул чемпиона WWF в полутяжёлом весе                                                              | 5:57  |
| 3                               | Трипл Эйч (c) (с Чайной) победил Оуэна Харта                                                                                               | Одиночный матч за титул европейского чемпиона WWF Чайна была прикована в наручники к Сержанту Слотеру.               | 11:29 |
| 4                               | Марк Меро и Сейбл победили Артиста, ранее известного как Голдаст и Луну Вашон                                                              | Смешанный командный матч                                                                                             | 9:11  |
| 5                               | Скала (c) (с Ди’Ло Брауном, Камой Мустафой и Марком Генри) победил Кена Шемрока по дисквалификации                                         | Одиночный матч за титул интерконтинентального чемпиона WWF Если Скала будет дисквалификацирован, он проиграет титул. | 4:49  |
| 6                               | Кактус Джек и Безопила Чарли победили «Изгоев нового века» (Роад Догг и Билли Ганн) (c)                                                    | Матч с мусорным контейнером за титул командных чемпионов WWF                                                         | 10:01 |
| 7                               | Гробовщик победил Кейна (с Полом Берером)                                                                                                  | Одиночный матч | 17:05 |
| 8                               | Стив Остин победил Шона Майклза (c) | Одиночный матч за титул чемпиона WWF, специальный внешний энфорсер — Майк Тайсон                                     | 20:08 |
| - (ч) – чемпион на начало матча | | |       |